# Pamáquio de Roma
Pamáquio de Roma (em latim: Pammachius) foi um senador romano venerado como santo.

## História
Pamáquio era um nobre e senador, membro da gente Fúria. Era primo de Marcela e parente de Melânia e Piniano. Quando jovem, frequentou escolas de retórica com São Jerônimo, que seria seu amigo por toda vida. Em 385, se casou com Paulina, a segunda filha de Santa Paula e Júlio Toxócio. Ele provavelmente estava entre os viri genere optimi religione praeclari que em 390 denunciaram Joviano ao papa Sirício (segundo Santo Ambrósio). Quando ele atacou o livro de Jerônimo contra Joviano por razões de prudência, Jerônimo enviou-lhe duas cartas (48-49) agradecendo-o. A primeira, reabilitando o livro, provavelmente já fora escrita com a intenção de ser publicada.
Pamáquio é descrito por este tempo como um procônsul. Não é certo se esse título foi honorífico, ou se de fato ocupou tal ofício, mas se a segunda opção for verdadeira, os autores da PIRT sugerem que foi procônsul da África. Em 396, sua esposa faleceu sem crianças e deixou sua propriedade para ele. Com sua morte, Pamáquio, tornou-se monge, ou seja, dedicou-se à vida consagrada e praticou obras de caridade (Jerônimo, ep. lxvi; Paulino de Nola, ep. xiii). Em 399, escreveu com Oceano a Jerônimo pedindo que traduzisse a obra De Principiis de Orígenes e repudiando a insinuação de Rufino de que Jerônimo concordava com as opiniões de Orígenes. O santo respondeu no ano seguinte (ep. lxxxiii-iv).
Em 401, Pamáquio recebeu os agradecimentos de Santo Agostinho (ep. lviii) por uma carta que escrevera ao povo da Numídia, onde tinha terras, exortando-os a abandonar o cisma donatista. Muitos dos comentários de Jerônimo sobre as Escrituras foram dedicados à Pamáquio. Dentre as obras de caridade de Pamáquio está a construção, em parceria com Santa Fabíola, do hospício ou xenodóquio (caravançarai) em Porto para imigrantes pobres (Jerônimo, ep. lxvi, lxxvii). O sítio foi escavado e as escavações revelaram o plano e organização desse edifício singular. Salas e salões para os doentes e pobres estavam agrupados em torno dele. A Igreja de São João e Paulo em Roma foi fundada ou por Pamáquio ou por seu pai e, por isso, era conhecida como Titulus Pammachii. Após sua morte em 409, Pamáquio passou a ser celebrado como santo e sua festa ocorre em 30 de agosto.